# Bryneich
Bryneich fou suposadament un regne britó dels celtes Votadini que existí al nord-est del que avui en dia és Anglaterra fins a finals del segle v, essent substituït pel regne anglosaxó de Bernícia.

## Controvèrsia i veracitat
Hi ha una certa controvèrsia al voltant de la real existència d'aquest regne celta. La discrepància rau en el fet que aquest nom tan sols apareix esmentat dues vegades, una en uns poemes gal·lesos escrits per Nennius i al llibre històric Historia Brittonum. Alguns autors afirmen que aquesta denominació podria ser tan sols la traducció gal·lesa del mot Bernícia. La majoria d'autors consideren, però, que aquesta hipòtesi està mancada de fonaments, ja que lingüísticament sembla exactament a la inversa, doncs Bryneich, en gal·lès antic, significa "Terra de camins de muntanya".

## Història
El regne sorgí a partir de la zona més meridional de les terres dels Votadini, probablement com una divisió del "Gran Reialme del Nord" de Coel Hen, anomenat en gal·lès Yr Hen Ogledd>, literalment "l'Antic Nord". La capital de Bryneich hauria estat situada a l'actual Bamburgh, anomenada pels gal·lesos Din Guardi.
L'any 500 es creà el regne anglosaxó de Bernícia en substitució de Bryneich, tot i que la conquesta del mateix no s'assolí fins als volts de l'any 604.
A partir de llavors, els britons de Bryneich visqueren exiliats al regne veí Votadini de Goddodin. Intentaren recuperar les seves antigues terres lluitant contra el rei Edwin de Northúmbria, però foren finalment derrotats abans de l'any 633.